# Charles Leickert

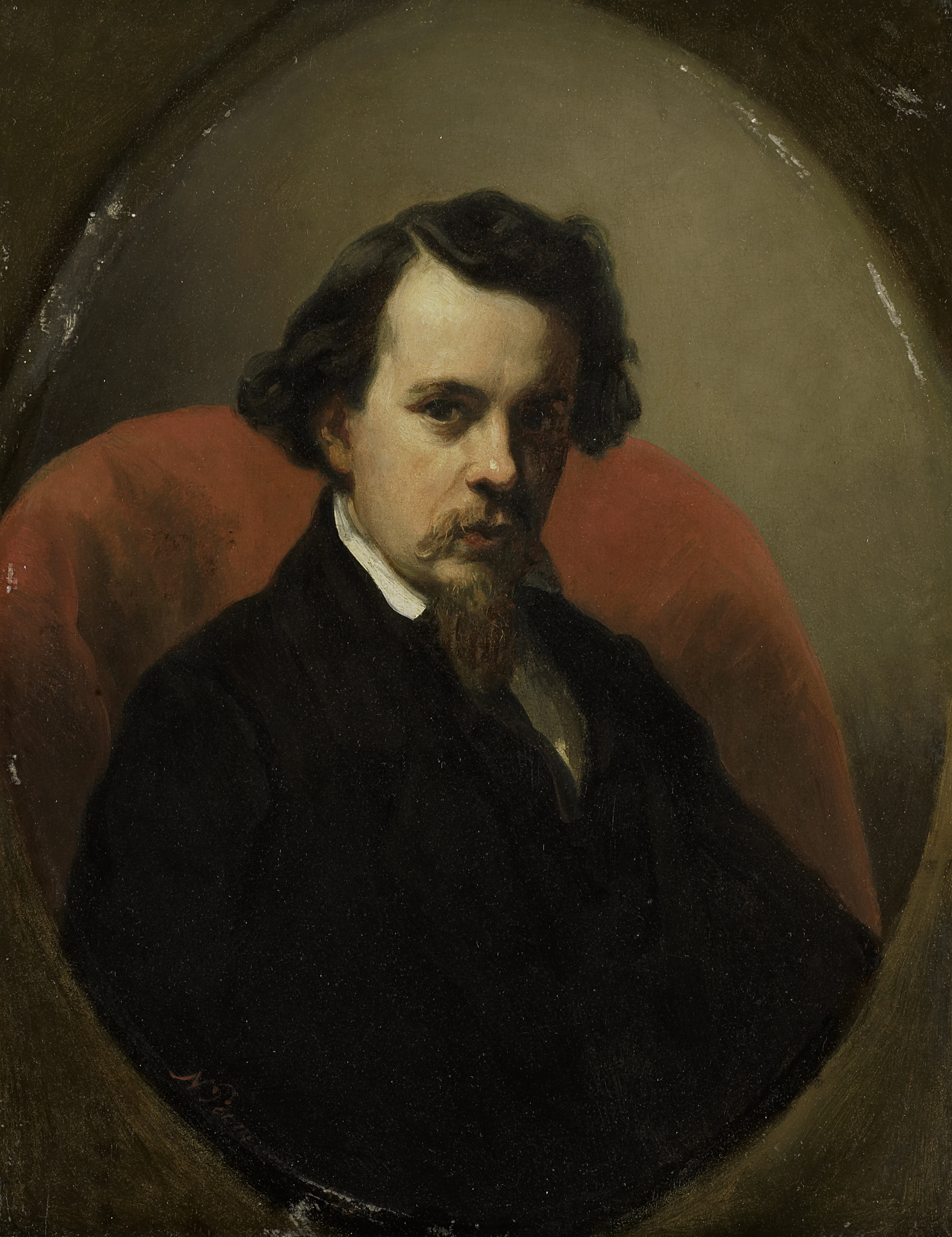
Nicolaas Pieneman: Porträt des Charles Leickert (1853)

Charles Henri Joseph Leickert (* 22. September 1816 in Brüssel; † 5. Dezember 1907 in Mainz) war ein Niederländischer Maler des Romantik. Von seinem Werk fertigte er regelmäßig mehrere Versionen an, die sich leicht voneinander unterschieden.

## Leben
Sein Vater, Heinrich Michael Leickert (1781–1827) aus Wittendorf, heiratete Henriette Martilly (1788–1830), die Tochter eines Hugenotten in Werder. Er war Kammerdiener von Wilhelm I. (Niederlande), der bis 1815 im Niederländischen Palais residierte und danach aufgrund des Königreichs der Vereinigten Niederlande abwechselnd in Den Haag und Brüssel lebte. Die Familie wohnte 1818 unweit des Grote Markt. Als die Mutter starb, wurden Charles und seine zwei Schwestern in einem Waisenhaus untergebracht.

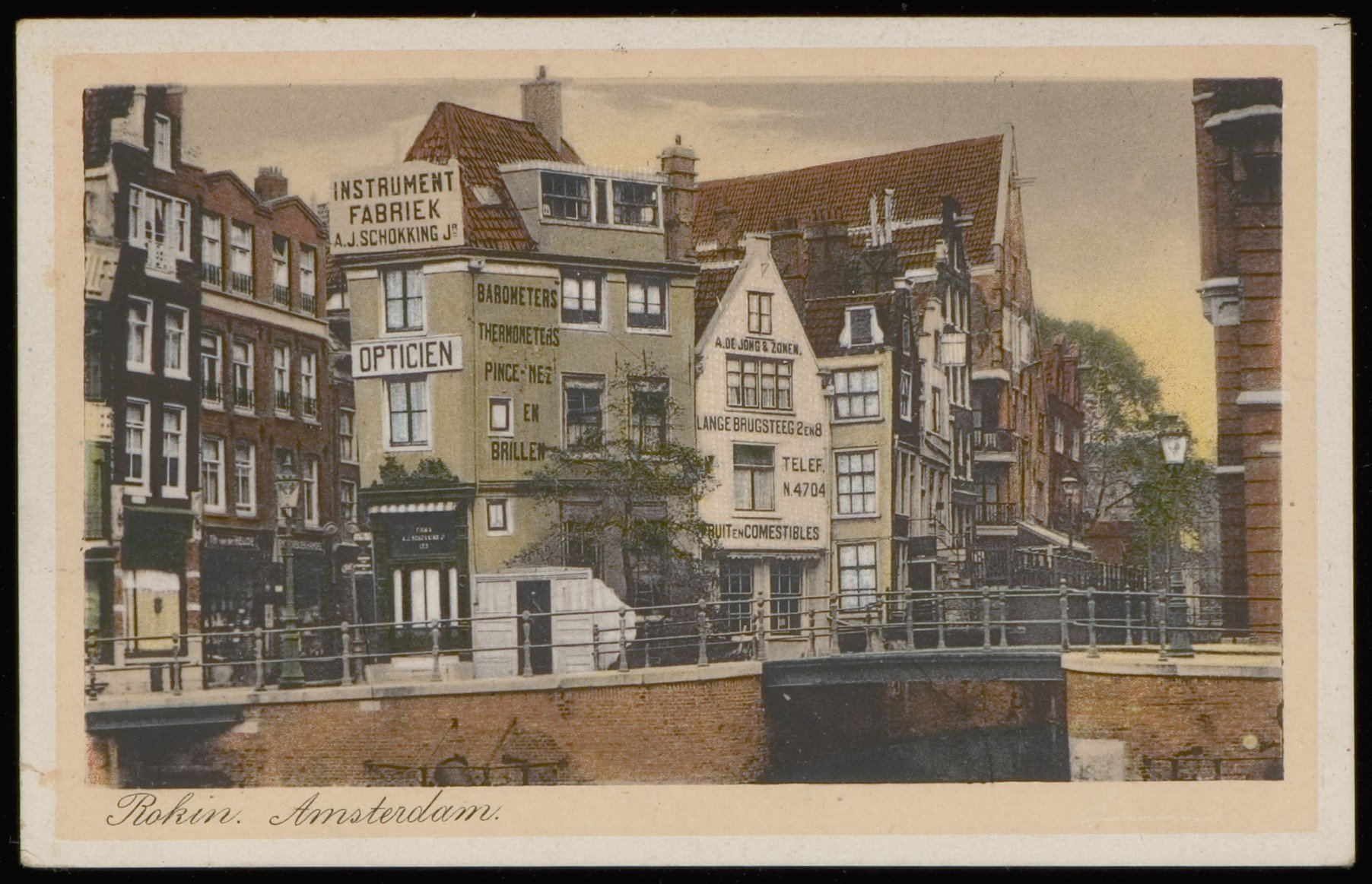
Rokin 123 wo Charles und Sam lebten

Im Alter von 11 Jahren erhielt Charles Leickert privaten Mal- und Zeichenunterricht, unter anderem bei Bartholomeus Johannes van Hove (1829), Wijnand Nuijen und Andreas Schelfhout (1839). Er spezialisierte sich auf die Landschaftsmalerei, insbesondere auf Winter-, Sommer-, Strand-, Fluss- und Stadtlandschaften. Zwischen 1841 und 1848 lebte und arbeitete Leickert in Den Haag, wo er mit Charles Rochussen, Antonie Waldorp zusammenarbeitete und zu den Mitbegründern der Pulchri Studio gehörte. Ab 1848 wohnte er in Amsterdam, zusammen mit Sam Verveer am Rokin, unweit Arti et Amicitiae; später im P.C. Hooftstraat als er mehr erfolgreich war. Im Jahr 1856 wurde er im Direktion der Koninklijke Akademie van Beeldende Kunsten  gewählt. 1859 heiratete er Apolonia Schneider in Mainz. Leickert gehört zu den produktivsten Malern des holländischen 19. Jahrhunderts. Um 1887 zog das Ehepaar nach Mainz.  1928 kaufte das Landesmuseum Mainz seine Studio-Attributen.

## Werke (Auswahl)
Leickert stellt eine idealisierte, fast nostalgische Version der Wirklichkeit dar. Seine Gemälde haben oft eine träumerische, idyllische Qualität, was typisch für den romantischen Stil ist. Sein Höhepunkt lag offenbar zwischen 1840 und 1855, danach malt er kommerzieller und freier.

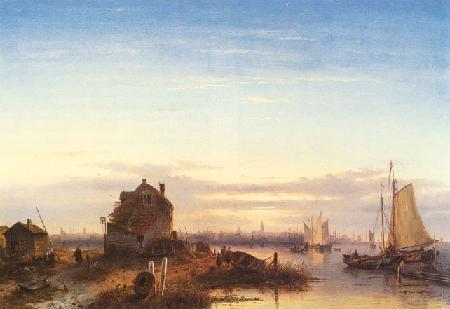
Ansicht auf die IJ in Amsterdam, Öl auf Leinwand, 1849
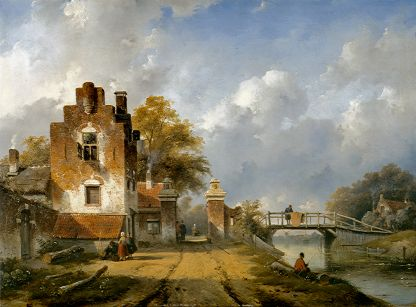
Flusslandschaft mit Figuren, Öl auf Holz, um 1850
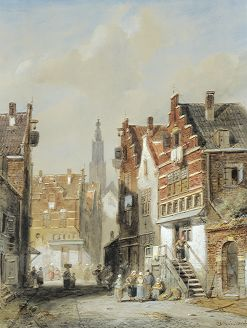
Straßenansicht in Holland, Aquarell, um 1850
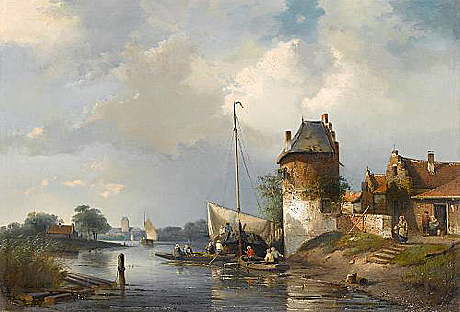
Flusslandschaft, Aquarell, um 1860
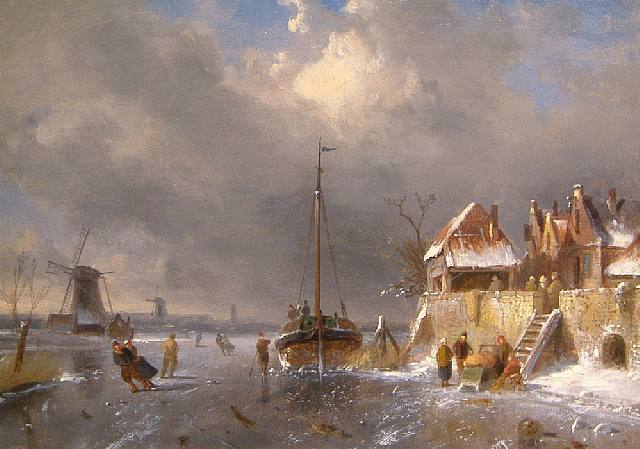
Winterlandschaft, Öl auf Leinwand, um 1880
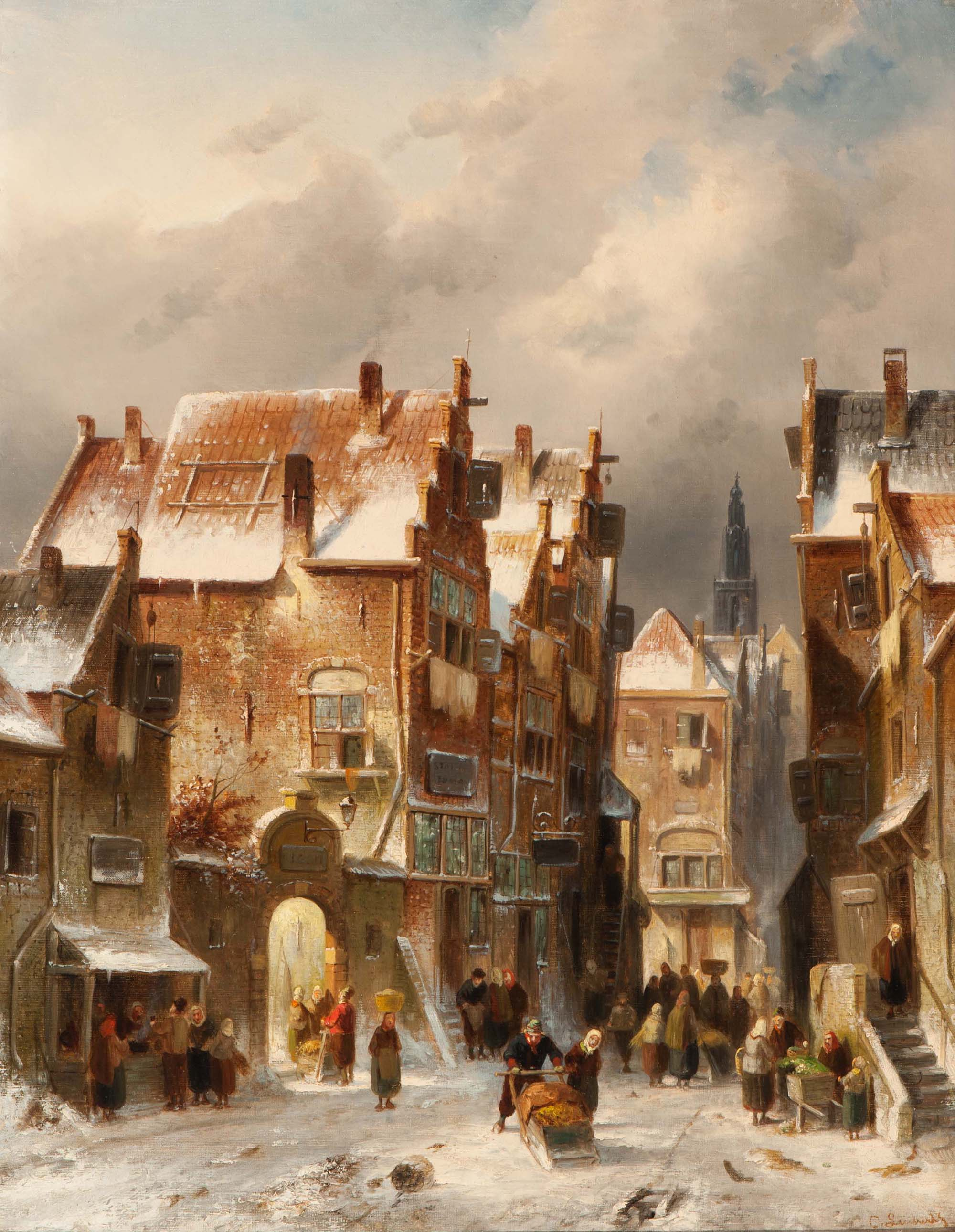
Verschneite Straße in Haarlem von Charles Leickert